# Seznam medailistů na mistrovství Evropy – disk
Toto je kompletní seznam medailistů v hodu diskem na mistrovství Evropy v atletice mužů od roku 1934 do současnosti.

## Muži
| Rok  | Místo     | Zlato                            | Výkon vítěze                     | Stříbro                          | Bronz                            |
| ---- | --------- | -------------------------------- | -------------------------------- | -------------------------------- | -------------------------------- |
| 1934 | Turín     | Harald Andersson                 | 50.38                            | Paul Winter                      | István Donogán                   |
| 1938 | Paříž     | Willy Schröder                   | 49.70                            | Giorgio Oberweger                | Gunnar Bergh                     |
| 1946 | Oslo      | Adolfo Consolini                 | 53.23                            | Giuseppe Tosi                    | Veikko Nyquist                   |
| 1950 | Brusel    | Adolfo Consolini                 | 53.75                            | Giuseppe Tosi                    | Olli Partanen                    |
| 1954 | Bern      | Adolfo Consolini                 | 53.44                            | Giuseppe Tosi                    | József Szécsényi                 |
| 1958 | Stockholm | Edmund Piątkowski                | 53.92                            | Todor Artarski                   | Vladimir Truseněv                |
| 1962 | Bělehrad  | Vladimir Truseněv                | 57.11                            | Cees Koch                        | Lothar Milde                     |
| 1966 | Budapešť  | Detlef Thorith                   | 57.42                            | Hartmut Losch                    | Lothar Milde                     |
| 1969 | Athény    | Hartmut Losch                    | 61.82                            | Ricky Bruch                      | Lothar Milde                     |
| 1971 | Helsinky  | Ludvík Daněk                     | 63.90                            | Lothar Milde                     | Géza Fejér                       |
| 1974 | Řím       | Pentti Kahma                     | 63.62                            | Ludvík Daněk                     | Ricky Bruch                      |
| 1978 | Praha     | Wolfgang Schmidt                 | 66.82                            | Markku Tuokko                    | Imrich Bugár                     |
| 1982 | Athény    | Imrich Bugár                     | 66.64                            | Igor Duginěc                     | Wolfgang Warnemünde              |
| 1986 | Stuttgart | Romas Ubartas                    | 67.08                            | Georgij Kolnootčenko             | Vaclovas Kidikas                 |
| 1990 | Split     | Jürgen Schult                    | 64.58                            | Erik de Bruin                    | Wolfgang Schmidt                 |
| 1994 | Helsinky  | Vladimir Dubrovščik              | 64.78                            | Dmitrij Ševčenko                 | Jürgen Schult                    |
| 1998 | Budapešť  | Lars Riedel                      | 67.07                            | Jürgen Schult                    | Virgilijus Alekna                |
| 2002 | Mnichov   | Róbert Fazekas                   | 68.83                            | Virgilijus Alekna                | Michael Möllenbeck               |
| 2006 | Göteborg  | Virgilijus Alekna                | 68.67                            | Gerd Kanter                      | Aleksander Tammert               |
| 2010 | Barcelona | Piotr Małachowski                | 68.87                            | Robert Harting                   | Róbert Fazekas                   |
| 2012 | Helsinky  | Robert Harting                   | 68.30                            | Gerd Kanter                      | Zoltán Kővágó                    |
| 2014 | Curych    | Robert Harting                   | 66.07                            | Gerd Kanter                      | Robert Urbanek                   |
| 2016 | Amsterdam | Piotr Małachowski                | 67.06                            | Philip Milanov                   | Gerd Kanter                      |
| 2018 | Berlín    | Andrius Gudžius                  | 68.46                            | Daniel Ståhl                     | Lukas Weisshaidinger             |
| 2020 | Paříž     | zrušeno kvůli pandemii covidu-19 | zrušeno kvůli pandemii covidu-19 | zrušeno kvůli pandemii covidu-19 | zrušeno kvůli pandemii covidu-19 |
| 2022 | Mnichov   | Mykolas Alekna                   | 69.78 RM                         | Kristjan Čeh                     | Lawrence Okoye                   |
| 2024 | Řím       | Kristjan Čeh                     | 68.08                            | Lukas Weißhaidinger              | Mykolas Alekna                   |

## Ženy
| Rok  | Místo     | Zlato                            | Výkon vítěze                     | Stříbro                          | Bronz                            |
| ---- | --------- | -------------------------------- | -------------------------------- | -------------------------------- | -------------------------------- |
| 1938 | Vídeň     | Gisela Mauermayerová             | 44.80                            | Hidegard Sommerová               | Paula Mollenhauerová             |
| 1946 | Oslo      | Nina Dumbadzeová                 | 44.21                            | Ann Niesinková                   | Jadwiga Wajsová                  |
| 1950 | Brusel    | Nina Dumbadzeová                 | 48.03                            | Rimma Šumská                     | Edera Cordialeová                |
| 1954 | Bern      | Nina Ponomarjovová               | 48.02                            | Irina Begljakovová               | Galina Zybinová                  |
| 1958 | Stockholm | Tamara Pressová                  | 53.32                            | Štěpánka Mertová                 | Kriemhild Hausmannová            |
| 1962 | Bělehrad  | Tamara Pressová                  | 56.91                            | Doris Müllerová                  | Jolán Kontseková                 |
| 1966 | Budapešť  | Christine Spielbergová           | 57.76                            | Liesel Westermannová             | Anita Hentschelová               |
| 1969 | Athény    | Tamara Danilovová                | 59.28                            | Ljudmila Muravjovová             | Karin Illgenová                  |
| 1971 | Helsinky  | Faina Melniková                  | 64.22                            | Liesel Westermannová             | Ljudmila Muravjovová             |
| 1974 | Řím       | Faina Melniková                  | 69.00                            | Argentina Menisová               | Gabriele Hinzmannová             |
| 1978 | Praha     | Evelin Jahlová                   | 66.98                            | Margitta Pufeová                 | Natalia Gorbačovová              |
| 1982 | Athény    | Cvetanka Christovová             | 68.34                            | Maria Petkovová                  | Galina Savinkovová               |
| 1986 | Stuttgart | Diana Sachseová                  | 71.36 RM                         | Cvetanka Christovová             | Martina Hellmannová              |
| 1990 | Split     | Ilke Wyluddaová                  | 68.46                            | Olga Burovová                    | Martina Hellmannová              |
| 1994 | Helsinky  | Ilke Wyluddaová                  | 68.72                            | Jellina Zverevová                | Mette Bergmannová                |
| 1998 | Budapešť  | Franka Dietzschová               | 67.49                            | Natalja Sadovová                 | Nicoleta Grasuová                |
| 2002 | Mnichov   | Ekaterini Voggoliová             | 64.31                            | Natalja Sadovová                 | Anastasia Kelesidouová           |
| 2006 | Göteborg  | Darja Piščalnikovová             | 65.55                            | Franka Dietzschová               | Nicoleta Grasuová                |
| 2010 | Barcelona | Sandra Perkovićová               | 64.67                            | Nicoleta Grasuová                | Joanna Wiśniewská                |
| 2012 | Helsinky  | Sandra Perkovićová               | 67.62                            | Nadine Müllerová                 | Natalija Semenovová              |
| 2014 | Curych    | Sandra Perkovićová               | 71.08                            | Mélina Robertová-Michonová       | Shanice Craftová                 |
| 2016 | Amsterdam | Sandra Perkovićová               | 69.97                            | Julia Fischerová                 | Shanice Craftová                 |
| 2018 | Berlín    | Sandra Perkovićová               | 67.62                            | Nadine Müllerová                 | Shanice Craftová                 |
| 2020 | Paříž     | zrušeno kvůli pandemii covidu-19 | zrušeno kvůli pandemii covidu-19 | zrušeno kvůli pandemii covidu-19 | zrušeno kvůli pandemii covidu-19 |
| 2022 | Mnichov   | Sandra Perkovićová               | 67.95                            | Kristin Pudenzová                | Claudine Vitaová                 |
| 2024 | Řím       | Sandra Elkasevićová              | 67.04                            | Jorinde van Klinkenová           | Liliana Cá                       |